# Artilleriefuß
Der Artilleriefuß, auch Bayrischer Artilleriefuß, war neben dem Stadtfuß ein Längenmaß in Bayern und Nürnberg. Dieser Fuß glich dem Rheinländischen Fuß. Gesetzliche Festlegung erfolgte in einem Gesetz vom 23. Dezember 1829.
- 1 Artilleriefuß = 12 Zoll (1 Zoll in 10 Linien zu 10  Punkten)
- 1 Artilleriefuß = 129,83 Pariser Linien = 0,29287 Meter

Der Stadtfuß, auch nur Fuß genannt, war größer und hatte eine Länge von 0,303975 Meter.